# Punilla (provincie)
Punilla is een provincie van Chili in de regio Ñuble. De provincie telde 106.968 inwoners in 2017 en heeft een oppervlakte van 5203 km². Hoofdstad is San Carlos.

## Gemeenten
Punilla is verdeeld in vijf gemeenten:
- Coihueco
- Ñiquén
- San Carlos
- San Fabián
- San Nicolás